# George Forrest (entrepreneur)
Pour les articles homonymes, voir George Forrest et Forrest.
 (décembre 2014).
George Arthur Forrest est un entrepreneur belge, d'origine néo-zélandaise, essentiellement actif en Afrique centrale dans les domaines des énergies renouvelables (éolienne et hydroélectrique), des travaux publics, et de la métallurgie, de l'agroalimentaire et de l'aviation. Il est également connu pour ses initiatives philanthropiques.

## Biographie

### Origine, formation et début de chef d’entreprise
George Forrest est né en 1940 et a grandi à Kolwezi où il fut éduqué en français et en swahili. Il quitte le Congo à la fin des années 1950 pour suivre ses études universitaires à l'Université libre de Bruxelles. Il est de retour au Congo, devenu Zaïre, au début des années 1970, alors sous les politiques de nationalisation (Zaïrianisation) menée par Mobutu Sese Seko. Avec son frère, il reprend la direction de l'entreprise.

### Katanga
En 1978, des rebelles prennent le contrôle de Kolwezi. George Forrest est arrêté et condamné à mort. Il sera sauvé par ses propres employés, qui s'interposent. La ville est libérée quelques jours plus tard par la France. Alors que de nombreux investisseurs quittent le Katanga, il décide de rester et de continuer à investir. Il en fera de même lors des pillages du début des années 1990, puis en 1997 lorsque Laurent Désiré Kabila chasse Mobutu Sese Seko et enfin, au cours de la guerre qui a suivi, au point de devenir à la fin des années 1990 l'un des derniers investisseurs historiques de la Province, ce qui a largement contribué à sa popularité au Katanga. De même, le travail de ses fondations dans le social, principalement l'enseignement, la santé et la culture est fort apprécié, au-delà des frontières du Katanga.

### Développement de son activité
À la fin des années 1980, il reprend seul les rênes de l'entreprise et la diversifie. Il rachète des cimenteries, dont celle de Lukala, et devient rapidement le premier producteur du pays. Il relance des grands travaux d'infrastructures au Katanga.
Il est par ailleurs reconnu pour avoir relancé l'activité minière katangaise en créant les premiers PPP dans le secteur, jusqu'alors un monopole public. Au début des années 2000, il comptait parmi les grands producteurs mondiaux de cobalt. Il a relancé plusieurs mines au Katanga dont celle de Kamoto, une des mines de cuivre les plus riches d'Afrique, aujourd'hui détenue par Glencore. Au cours des années 2000, il devient un des plus grands employeurs, investisseurs et contribuables privés de la République démocratique du Congo.
En retrait dans le secteur minier depuis la fin des années 2000, le Groupe Forrest investit dans les énergies renouvelables,, hydroélectrique en République démocratique du Congo et éolienne au Kenya, et de l'agroalimentaire au Congo, en particulier dans la viande bovine biologique. L'Entreprise Générale Malta Forrest est l'une des principales sociétés congolaises dans les BTP et le génie civil.
Dans l'aviation, il a créé avec Brussels Airlines la société Korongo Airlines, qui vole en Afrique avec des avions européens, réputée pour respecter les critères de l'OACI.

## Activités
George Arthur Forrest est à la tête du Groupe Forrest, un groupe de sociétés parmi lesquelles Congo Energy, Entreprise Générale Malta Forrest, Grands Élevages De Katongola, (Grelka) EGMF Kenya, NBLIA, Société pour le Traitement du Terril de Lubumbashi (fin d'activité en 2018), Korongo Airlines (fin d'activité en 2015), etc. L'entreprise a été fondée en 1922 au Katanga par son père.
Il est actionnaire majoritaire de la Banque commerciale du Congo de 2009 à 2020.
En 2018, il acquiert la majorité des parts de l'entreprise Val Saint Lambert, une cristallerie belge.
Il possède des activités en République démocratique du Congo et à Lubumbashi en particulier et notamment les dernières cimenteries en activité du pays dans le Bas-Congo. Il a relancé l'exploitation du « Terril de Lubumbashi » de l'ancienne Union minière du Haut Katanga.
Consul de France honoraire, il participe au centre culturel français de Lubumbashi.

## Mécénat
Georges Forrest subventionne des artistes katangais.
A Lubumbashi, il a ouvert la galerie Dialogues, une association sans but lucratif.

## Décoration
Commandeur de la Légion d'honneur, nomination le 11 mars 2019
Grand Cordon de l'Ordre des Héros Nationaux Kabila-Lumumba, nomination le 7 septembre 2022.